# Маккоули, Чарльз
Чарльз Граймс Маккоули (29 января 1827 — 13 октября 1891) — восьмой комендант корпуса морской пехоты США, служил в ходе американо-мексиканской войны и гражданской войны в США.

## Биография
Родился в г. Филадельфия, штат Пенсильвания. 3 марта 1847 года был назначен президентом США Джеймсом Полком вторым лейтенантом в корпус. Принял участие в битве за Чапультепек и в захвате Мехико в ходе американо-мексиканской войны.
13 сентября 1847 года был временно повышен в звании до первого лейтенанта за проявленную храбрость в вышеупомянутых боях. После войны командовал охраной фрегатов USS Cumberland и USS Independence в Средиземном море с 1849 по 1852 год. Затем служил на военно-морской верфи в Филадельфии до 1854 года. 2 января 1855 года был произведён в первые лейтенанты. После службы на различных постах, как на берегу, так и в море был произведён в капитаны 26 июля 1861 года.
В ходе Гражданской войны Маккоули участвовал 7 ноября 1861 года в захвате Порт-Ройял, штат Южная Каролина и возглавил отряд из двухсот морпехов для возвращения военно-морской верфи Норфолк в мае 1862 года. Командовал подразделениями морской пехоты в ходе операций в заливе Чарльстон против фортов Вагнер, Грегг и Самтер. За храбрую и достойную похвалы службу был временно повыше в звании до майора 8 сентября 1863 года. Получил постоянное повышение 10 июня 1864 года.
После войны стал компаньоном первого класса военного ордена лояльного легиона США, 5 декабря 1867 года был произведён в подполковники.
1 ноября 1876 года был назначен полковником-комендантом (самый высокий пост в корпусе морской пехоты) и служил в этой должности до отставки 29 января 1891 года. В 1883 году полковник Маккоули выбрал девиз Semper fidelis (лат. Всегда верен) как официальный девиз корпуса.
Был членом общества «сынов революции» округа Колумбия. В 1890 году он стал членом-ветераном «ацтекского клуба 1847 года».
Умер в Филадельфии 13 октября 1891 года.
Два корабля ВМС США были названы в честь Маккоули:
- USS McCawley (DD-276), эсминец класса «Клемсон» (1919—1930)
- USS McCawley (APA-4), атакующий транспорт одноимённого класса, бывшее судно «Санта-Барбара» (1928—1943)

## Семья
Маккоули был сыном капитана морской пехоты Джеймса Маккоули (1797—1839) и Мэри Е. (1809—1881). 28 марта 1863 он вступил в брак со своей первой женой Мэри Элизабет Колегейт (1843—1867). Старший из двух сыновей, родившихся в этом браке Чарльз Л. Маккоули также поступил на службу в корпус морской пехоты и получил Marine Corps Brevet Medal. В мае 1870 года Маккоули вступил в брак со своей второй женой Элис Алден Хендерсон, с которой познакомился в ходе командования гвардией морской пехоты на бостонской военно-морской верфи.